# Hvězdička (klasifikace)

Obvyklý formát označení hvězdičkami. Zde jsou tři hvězdičky z pěti možných.

Symbol hvězdičky bývá používán jako označení stupně hodnocení. Používaný je napříč různými obory (např. hotely, restaurace, filmy). Využívá symbolu hvězdičky, přičemž hodnotitel posuzovanému předmětu přiřadí určitý počet hvězdiček z maximálního počtu. Oběcně platí, že více hvězdiček značí lepší hodnocení (např. pět hvězdiček v případě hotelů).

## Vznik systému
První doložený systém, který komunikoval hodnotu posuzovaných pozoruhodností skrze počet speciálních znaků, použila britská autorka cestopisů Mariana Starke ve svém průvodci Evropou Travels on the Continent, vydaném v roce 1820. Místo hvězdiček v něm ovšem kvalitu značil (vzrůstající) počet vykřičníků.
Symbol hvězdiček se v systému začal používat ještě v rámci cestovatelských příruček, v druhé polovině 19. století jej rozšířily zejména průvodci (bedekry) německého vydavatelství Baedeker. V těch je také poprvé tento systém použit i pro hotely.

## Hodnocení hotelů
Systém hodnocení pomocí hvězdiček je běžně používán pro hodnocení hotelů po celém světě. Hotelům je obvykle přiřazeno hodnocení od jedné do pěti hvězdiček, přičemž to obvykle odráží vybavenost hotelu (např. nonstop recepce, pokojová služba, wellness či fitness vybavení).
Kritéria pro jednotlivé kategorie nejsou mezinárodně sjednocena, tudíž například standard 4 hvězdiček ČR nemusí odpovídat standardu 4 hvězdiček v USA. V ČR je oficiální klasifikace prováděna Asociací hotelů a restaurací České republiky, která je od roku 2010 členem Hotelstars Union. Díky tomu jsou standardy pro hodnocení hotelů v ČR sjednoceny s většinou dalších členských států EU.

## Hodnocení restaurací
Hodnocení pomocí hvězdiček či jiných symbolů (např. piktogramy vidliček nebo lžící) se používá také pro restaurace. Nejznámějším mezinárodním systémem jsou tzv. Michelinské hvězdy, u nichž je atypické, že většina restaurací (i doporučených) žádnou hvězdou ohodnocena není.